# AGF Open
Het AGF Open was van 1988-1990 een golftoernooi op de agenda van de Europese PGA Tour. 
Het eerste AGF Open vond plaats op de Biarritz Golf Club en de andere twee toernooien vonden plaats op de Golf de la Grande Motte. In 1990 zat er slechts £201,358 in de prijzenpot, en stond bijna onder aan de lijst.

## Winners
| Jaar              | Baan                    | Winnaar           | Land              | Score             |
| AGF Biarritz Open | AGF Biarritz Open       | AGF Biarritz Open | AGF Biarritz Open | AGF Biarritz Open |
| ----------------- | ----------------------- | ----------------- | ----------------- | ----------------- |
| 1988              | Golf de Biarritz        | David Llewellyn   | WAL               | 258 (-14)         |
| AGF Open          |                         |                   |                   |                   |
| 1989              | Golf de la Grande Motte | Mark James        | ENG               | 277 (-11)         |
| 1990              | Golf de la Grande Motte | Brett Ogle        | AUS               | 278 (-10)         |

AGF is later sponsor geworden van andere toernooien.